# Maud Wood Park
Maud Wood Park, född 25 januari 1871 i Boston, död 8 maj 1955 i Reading, Massachusetts, var en amerikansk feminist.
Park anslöt sig under studietiden till rörelsen för kvinnlig rösträtt, blev 1900 ordförande i Massachusetts Woman Suffrage Association och 1901 verkställande sekreterare i Boston Equal Suffrage Association for Good Governement (BESAGG), en organisation som fungerade som ett forum för progressiva feminister i Massachusetts. Tillsammans med Inez Haynes Irwin startade hon 1901 den första avdelningen av College Equal Suffrage League och hon reste därefter under flera år runt i USA i syfte att organisera kvinnliga collegeelever. År 1916 övertalades hon av Carrie Chapman Catt att bli medlem i National American Woman Suffrage Associations kongresskommitté och var en av de främsta bland de lobbyister som lyckades driva igenom den kvinnliga rösträtten i USA:s kongress.
Park blev 1919 den första ordföranden i League of Women Voters och då Women's Joint Congressional Committee, bildades 1920 blev hon ordförande. Denna kommitté hade till syfte att samordna verksamheten i ett tiotal kvinnoorganisationer, däribland League of Women Voters. Hon drog sig, av hälsoskäl, tillbaka 1924, men fortsatte att vara aktiv i kvinnorörelsen och då hon senare började skriva skådespel, blev en pjäs om Lucy Stone hennes mest framgångsrika. År 1943 började hon, tillsammans med Edna Stantial, att samla material från kvinnorörelsen i Massachusetts, vilket kom att utgöra  grunden till kvinnohistoriska samlingen på Schlesinger Library vid Radcliffe College.